# Morningside, North Lanarkshire
Morningside är en by i North Lanarkshire i Skottland. Byn är belägen 47,4 km 
från Edinburgh. Orten har 820 invånare (2016).